# Alice au pays des merveilles (film, 1933)
Pour les articles homonymes, voir Alice au pays des merveilles (homonymie).
Pour plus de détails, voir Fiche technique et Distribution.
Alice au pays des merveilles (Alice in Wonderland) est un film américain réalisé par Norman Z. McLeod, d'après le roman éponyme de Lewis Carroll, et sorti en 1933.

## Synopsis
Alice et Dinah vivent paisiblement dans leur maison, jusqu'à ce qu'un jour lapin blanc se précipite devant eux avant de sauter dans un trou. Alice poursuit l'animal et tombe dans le trou. Elle est alors transportée vers différentes portes avant de se retrouver dans un couloir, où elle boit une bouteille où il est écrit Buvez-moi, pas du poison. La jeune fille se retrouve soudain à changer de taille et commence à inonder la pièce de larmes en pleurant. Plus tard, elle mange un cookie et devient minuscule et elle nage alors dans ses propres larmes avant de rencontrer un couple d'hommes bizarres nommés Tweedle Dee et Tweedle Dum. Plus tard, Alice découvre un goûter, où se trouvent le Chapelier fou et le lièvre, avant de rencontrer le Chat du Cheshire et de faire la rencontre d'Humpty Dumpty qui lui explique ce qu'est un non-anniversaire. Elle les quitte et découvre une chenille qui change de taille. Plus tard, Alice fait la connaissance de la Reine de Cœur, qui l'accueillie dans un château et se rend compte qu'elle est la princesse du pays. Les habitants du pays des merveilles commencent à devenir fous et Alice est étouffée par la Reine avant de se réveiller dans sa chambre.

## Fiche technique
- Titre : Alice au pays des merveilles
- Titre original : Alice in Wonderland
- Réalisation : Norman Mc Leod
- Réalisateur assistant : Ewing Scott
- Scénario : Joseph L. Mankiewicz, William Cameron Menzies, Lewis Carroll
- Producteurs : Emanuel Cohen, Benjamin Glazer, Louis D. Lighton
- Musique : Dimitri Tiomkin
- Directeur de la photographie : Bert Glennon, Henry Sharp
- Montage : Ellsworth Hoagland
- Direction artistique : William Cameron Menzies
- Décors : Robert Odell
- Costumes : Newt Jones
- Maquillage : Wally Westmore
- Ingénieur du son : Gene Merritt
- Durée : 76 minutes
- Pays de production : États-Unis
- Langue : Anglais
- Couleur : Noir et Blanc
- Format : 1,37 : 1
- Son : Mono (Western Electric Noiseless Recording)
- Dates de sortie : 
  - États-Unis : 22 décembre 1933
  - France : 12 octobre 1934

## Distribution
- Charlotte Henry : Alice
- Richard Arlen : Chat Cheshire
- Roscoe Ates : Poisson
- William Austin : Gryphon
- Gary Cooper : Valet blanc
- W. C. Fields : Humpty Dumpty
- Leon Errol : Oncle Silbert
- Louise Fazenda : Reine blanche
- Alec B. Francis : Roi de cœur
- Richard 'Skeets' Gallagher : Lapin
- Cary Grant : Tortue Mock
- Lilian Harmes : Cuisinier
- Sterling Holloway : Grenouille
- Roscoe Karns : Tweedle Dee
- Baby LeRoy : Joker
- Mae Marsh : Mouton
- Polly Moran : Oiseau Dodo
- Jack Oakie : Tweedle Dum
- Edna May Oliver : Reine rouge
- May Robson : Reine de cœur
- Charlie Ruggles : le Lièvre de Mars
- Ned Sparks : Chenille
- Ford Sterling : Roi blanc
- Alison Skipworth : Duchesse
- Edward Everett Horton : le Chapelier fou
- Raymond Hatton : Souris
- Jackie Searl : Loir

## Sortie vidéo
Le film sort en combo DVD/Blu-ray le 25 août 2020 édité par Elephant Films.